# نورمان فيشر (موسيقي)
نورمان فيشر هو موسيقي كندي، ولد في 22 أكتوبر 1963 في High Prairie ‏ في كندا.

## وصلات خارجية
- نورمان فيشر على موقع ميوزك برينز (الإنجليزية)
- نورمان فيشر على موقع ديسكوغز (الإنجليزية)